# Wincrange
Wincrange (lussemburghese: Wëntger; tedesco: Wintger) è un comune del Lussemburgo settentrionale. Si trova nel cantone di Clervaux, nel distretto di Diekirch. È il comune lussemburghese col territorio più esteso.
Nel 2005, la città di Wincrange, il capoluogo del comune che si trova al centro del suo territorio, aveva una popolazione di 197 abitanti. Le altre località che fanno capo al comune sono Asselborn, Boevange, Boxhorn, Brachtenbach, Deiffelt, Derenbach, Doennange, Hachiville, Hamiville, Hoffelt, Lullange, Niederwampach, Oberwampach, Rumlange, Stockem e Troine.
Il comune fu istituito l'11 gennaio 1978 per l'accorpamento dei comuni di Asselborn, Boevange, Hachiville e Oberwampach, tutti del cantone di Clervaux. La legge istitutiva fu approvata il 31 ottobre 1977.